# Аркадия (фильм)
«Арка́дия» (англ. Arcadia) — американский драматический независимый кинофильм 2012 года режиссёра-дебютанта Оливии Сильвер. В главных ролях снимались Райан Симпкинс и Джон Хоукс. Фильм получил две награды «Хрустальный медведь» на 62-м Берлинском международном кинофестивале. Помимо этого, «Аркадия» получила главный приз Международного кинофестиваля для детей и подростков Ciné Junior.
«Аркадия» основана на короткометражке «Little Canyon» (2008), также снятой Оливией Сильвер. Влияние на режиссёра оказал эпизод из её детства — переезд вместе с семьёй на окраины Лос-Анджелеса.
Фильм снят на 16-мм киноплёнку.

## Сюжет
На рассвете Том со своими детьми, 12-летней дочерью Гретой, её доверчивым младшим братом Нэтом и циничной старшей сестрой Кэролайн, садится в старый универсал и уезжает из родной Новой Англии в город Аркадию, штат Калифорния. На вопросы детей о том, когда к ним присоединится мать, Том даёт уклончивые ответы.
По дороге в новый дом, отец семейства рассказывает, какой рай ожидает их в Аркадии — новые друзья, солнечная погода круглый год, дети будут брать уроки верховой езды и прочие всевозможные удобства, которые обеспечит его новая работа. Маленькому Нэту Том обещает, что они посетят Большой каньон.
Однако чем дольше они путешествует по равнинам и пустыням США, останавливаясь в дрянных мотелях и обедая в дешёвых закусочных, Грета осознаёт, что мама с ними не поедет, а её семья на грани развала. Том явно нервничает и грубо ведёт себя с людьми, которые попадаются им по пути. В Оклахоме они встречаются со старыми друзьями и семья остаётся у них ночевать. Грета звонит матери и просит её тоже переехать в Аркадию. На следующий день Тому звонят адвокаты жены и выясняется, что он не имел права забирать детей без её разрешения. У Греты постепенно начинается переходный возраст — появляются месячные, о чём она боится говорить.
В финале Том отказывается от поездки в Большой каньон и расстраивает сына, а Грета выбрасывает свою любимую игрушку — плюшевого зайца, что является своеобразной метафорой её расставания с детством.

## В ролях
- Райан Симпкинс — Грета
- Джон Хоукс — Том
- Тай Симпкинс — Нэт
- Кендалл Тул — Кэролайн
- Эндрю Коулс — Эван Акрес
- Джулия Кэмпбелл — Элен Акрес
- Стивен Экхольдт — Хэнк Акрес
- Скайлер Стоун — Тейтум
- Мэри Пэт Глисон — Агнес, официантка в кафе
- Тина Холмс — жена Тома, мать Греты (голос по телефону)

## Кастинг
В интервью The Huffington Post Хоукс рассказал, что согласился на съёмки так как ему понравился сценарий и, в частности, его персонаж Том, отец, «похитивший собственных детей». Тай и Райан Симпкинс, сыгравшие в фильме Нэта и Грету соответственно, в действительности также являются братом и сестрой. По словам Сильвер, они «принесли в фильм свои отношения из реальной жизни, которые не могут быть написаны или подделаны».

## Критика
На сайте Rotten Tomatoes «Аркадия» имеет рейтинг 60 %, при этом фильм понравился 39 % зрителей.
Известный критик Манола Даргис (журнал The New York Times) положительно оценила фильм и режиссёрский талант Сильвер, которой удалось «поймать эти моменты между невинностью и пониманием, детством и взрослой жизнью, неумолимостью и прощением».
Лесли Фельперин из журнала Variety написала, что у режиссёра неплохо получилось показать отношения между сёстрами в семье, и что детские персонажи были проработаны лучше, чем герой Джона Хоукса. Саундтрек от группы The Low Anthem Фельперин охарактеризовала как «звонкий», но довольно «стандартный». Дэвид Руни из The Hollywood Reporter отметил инди-эстетику «Аркадии» и хорошо оценил актёрскую игру Райан Симпкинс. По мнению Кристофера Борна с веб-сайта Screen Anarchy, Сильвер «проявляет большую чувствительность и хорошо отточенное чувство пикантности». Журнал Entertainment Weekly назвал «Аркадию» «лирическим инди-фильмом о дорожном приключении».

## Награды и номинации
- 2012 — два «Хрустальных медведя» Берлинского кинофестиваля в категории лучший «художественный фильм конкурса для юношества»[1].
- 2012 — «Grain à Démoudre» и главный приз фестиваля, 23-й Международный кинофестиваль для детей и подростков Ciné Junior[3].
- 2013 — премия C.I.F.E.J. Award, Международный фестиваль детского кино в Оулу, Финляндия.